# Bleke sikkelvindraakvis
De bleke sikkelvindraakvis (Neoharriotta carri) is een vis uit de familie Langneusdraakvissen. De vis koomt voor in de open wateren rondom Colombia and Venezuela. De soort kan een maximale lengte bereiken van 59.6 cm  voor het mannetje en 74.5 voor het vrouwtje. De vis komt voor op diepten tussen de 340 - 600 m.